# 팬 클럽

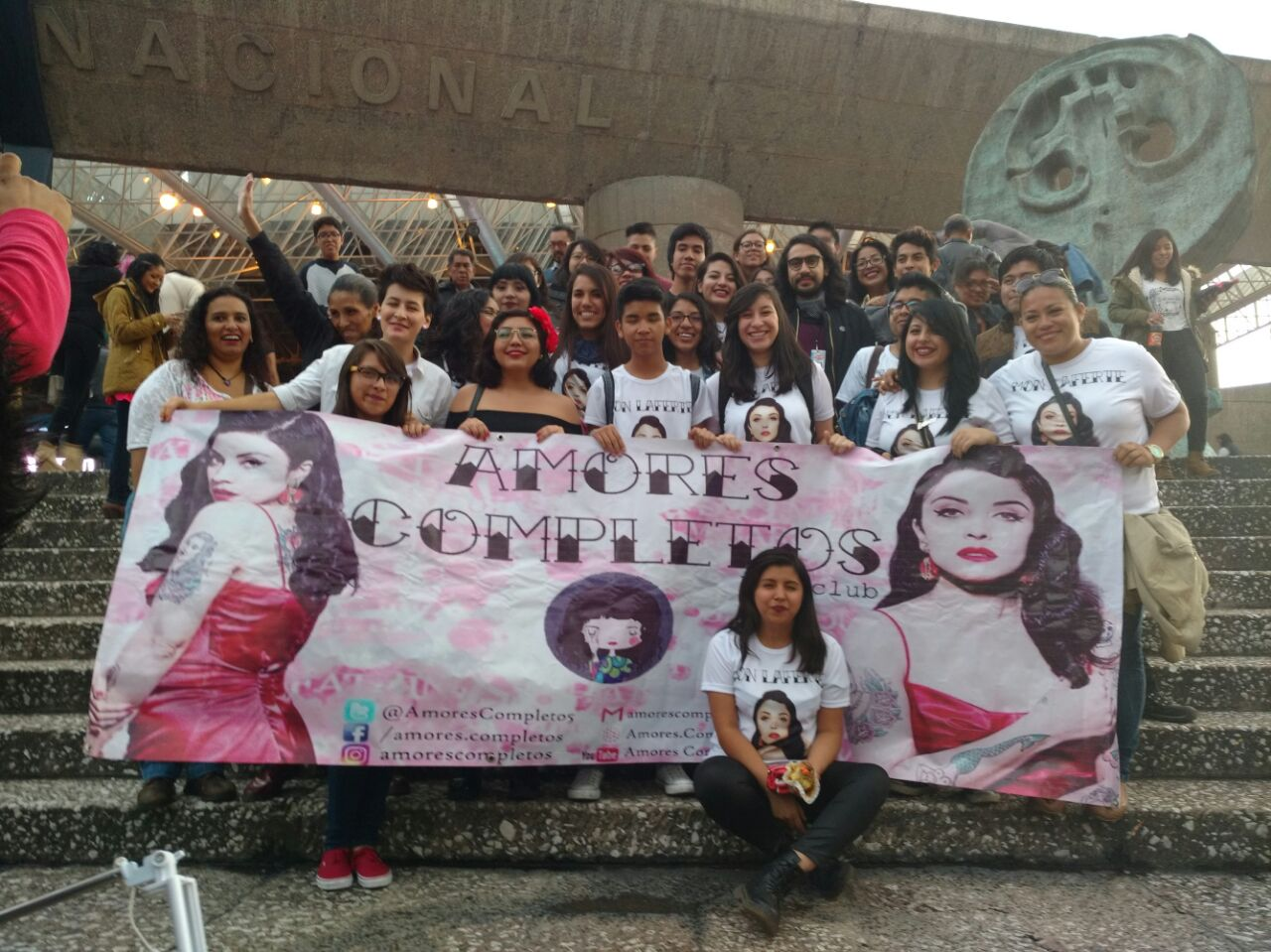

팬 클럽(영어: fan club)은 팬들이 모인 집단이다.

## 기능
큰 팬 클럽에서는 이벤트 등을 하기도 한다. 또한, 지지하는 사람 등에게 지원금을 보내주기도 한다.

## 인터넷
오늘날, 많은 팬 클럽은 웹사이트를 만들어 활동하기도 한다. 이러한 사이트는 일반적으로 지지하는 것에 대한 사진과 정보가 있다. 예를 들어, 어떤 가수를 좋아하는 팬사이트에는 그 가수의 사진과 비디오, 콘서트 정보가 있다.

## 같이 보기
- 팬덤